# Olivia DeJonge
Olivia DeJonge (Melbourne, 30 aprile 1998) è un'attrice australiana.
Ha ottenuto il suo primo ruolo da protagonista in The Visit, film di M. Night Shyamalan, per poi acquisire notorietà a livello internazionale interpretando Elle nella serie televisiva The Society e soprattutto Priscilla Presley in Elvis, diretto da Baz Luhrmann.

## Biografia
Olivia DeJonge è nata a Melbourne, in Australia, figlia di Robyn e Rob DeJonge. A cinque anni si è trasferita a Perth con i suoi genitori, dove è cresciuta a Peppermint Grove. Studia al Presbyterian Ladies' College.
Nel 2014 ha fatto il suo debutto cinematografico nel film thriller The Sisterhood of Night. Nell'anno successivo è apparsa nella serie televisiva australiana Hiding e ha interpretato il ruolo della protagonista femminile nel film The Visit, film horror diretto da M. Night Shyamalan, dove ha recitato al fianco di Ed Oxenbould. Per questo film Shyamalan, talmente affascinato dal provino di DeJonge, ha ingaggiato l'attrice dopo una sola audizione.
Nel 2016 è protagonista della pellicola horror Better Watch Out. Nel 2019 prende parte alla serie televisiva The Society nei panni di Elle. Nel 2022 affianca Toni Collette e Colin Flirth nella miniserie televisiva The Staircase - Una morte sospetta. Sempre nello stesso anno interpreta Priscilla Presley al fianco di Austin Butler nella pellicola biografica Elvis, diretto da Baz Luhrmann.

## Filmografia

### Attrice

#### Cinema
- The Sisterhood of Night, regia di Caryn Waechter (2014)
- The Visit, regia di M. Night Shyamalan (2015)
- Scare Campaign, regia di Cameron Cairnes e Colin Cairnes (2016)
- Better Watch Out, regia di Chris Peckover (2016)
- Undertow, regia di Miranda Nation (2018)
- Stray Dolls, regia di Sonejuhi Sinha (2019)
- Elvis, regia di Baz Luhrmann (2022)

#### Televisione
- Hiding – serie TV, 8 episodi (2015)
- Will – serie TV, 10 episodi (2017)
- The Society – serie TV, 10 episodi (2019)
- The Staircase - Una morte sospetta (The Staircase), regia di Antonio Campos e Leigh Janiak – miniserie TV, 6 puntate (2022)
- The Narrow Road to the Deep North, regia di Justin Kurzel – miniserie TV, puntate 1-4 (2025)

#### Cortometraggi
- Good Pretender, regia di Maziar Lahooti (2011)
- Polarised, regia di Steve Fleming (2012)
- Eleven Thirty, regia di Rebecca Ciallella (2012)

## Riconoscimenti
- 2012 – AACTA Award[7]
  - Candidatura come Miglior giovane attore per Good Pretender
- 2016 – Young Artist Awards[8]
  - Candidatura come Miglior giovane attrice protagonista in un film (14 – 21 anni) per The Visit
- 2016 – Saturn Awards[9]
  - Candidatura come Miglior attore emergente per The Visit

## Doppiatrici italiane
Nelle versioni in italiano delle opere in cui ha recitato, Olivia DeJonge è stata doppiata da:
- Giulia Franceschetti in Elvis
- Lucrezia Marricchi in The Visit
- Joy Saltarelli in Better Watch Out
- Ludovica Bebi in The Society
- Martina Tamburello in The Staircase - Una morte sospetta